# 陈兴生
陈兴生（1954年—），汉族，中华人民共和国政治人物、第十一届全国政协委员。
加入中国农工民主党，担任农工党中央委员、福建省宁德市委主委、宁德市副市长。2008年，当选第十一届全国政协委员，代表医药卫生界，分入第四十六组。